# Pinus maximinoi
Pinus maximinoi е вид растение от семейство Борови (Pinaceae). Видът е незастрашен от изчезване.

## Разпространение
Разпространен е в Салвадор, Гватемала, Хондурас, Мексико и Никарагуа.